# Dhul-Nûn al-Misri
Dhul-Nun al-Misri (en arabe ذو النون المصري), né en 796 à Akhmîm en Haute-Égypte et mort en 859, est un saint soufi égyptien. Considéré comme le saint patron des médecins au début de l'ère islamique en Égypte, il passe pour avoir introduit le concept de gnose dans l'Islam.

## Biographie
Dhul-Nun al-Misri est considéré comme l'un des saints principaux des débuts du soufisme. Étudiant sous l'autorité de nombreux maîtres, il voyage beaucoup en Arabie et en Syrie où il rencontre des ermites chrétiens. À cause de ses audaces et sa rupture avec la charia, il est arrêté comme hérétique et envoyé en prison à Bagdad, mais il est libéré sur les ordres du calife Jafar al-Mutawakkil impressionné par ses qualités morales et retourne au Caire où il meurt en 859, sa tombe étant encore visible dans la « cité des morts ».
Comme alchimiste et thaumaturge, il est supposé connaître le secret du déchiffrement des hiéroglyphes. Aucun de ses écrits ne nous est parvenu, mais une vaste collection d'aphorismes, poèmes et paroles continue à survivre dans la tradition orale.